# وینسنت بولیوسی
وینسنت بولیوسی (انگلیسی: Vincent Bugliosi; ۱۸ اوت ۱۹۳۴ – ۶ ژوئن ۲۰۱۵) وکیل و پدیدآور اهل ایالات متحده آمریکا بود. کتاب مشهور او هرج‌ومرج که به دادگاه چارلز منسن اختصاص دارد، پرفروش‌ترین کتاب گونه جنایت واقعی در تاریخ است.
وی همچنین برندهٔ جوایزی همچون جایزه ادگار شده‌است.